# ФК Њу Ингланд револушн
Њу Ингланд револушн (енгл. New England Revolution) је амерички фудбалски клуб из Фоксбора, Масачусетс. Тим је део МЛС лиге, која је најјача америчка професионална фудбалска лига.